# PDP-10

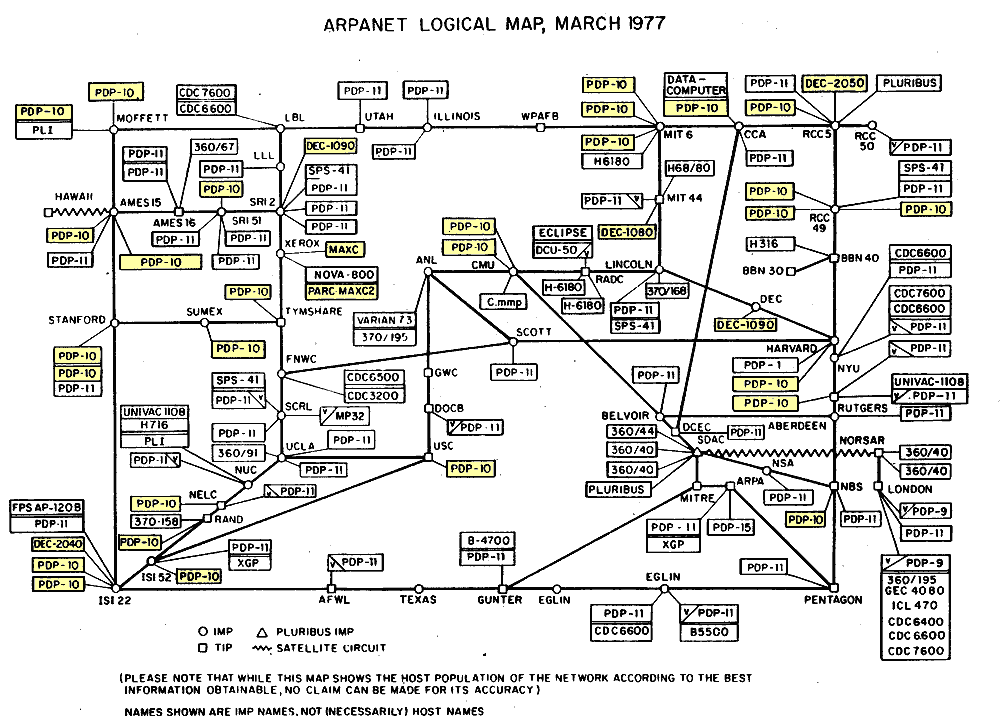
Sistemas PDP-10 na ARPANET destacados em amarelo

O PDP-10, da Digital Equipment Corporation (DEC), posteriormente comercializado como DECsystem-10, é uma família de mainframes fabricada a partir de 1966 e descontinuada em 1983. Os modelos dos anos 1970 em diante foram comercializados sob o nome DECsystem-10, especialmente com a ampla adoção do sistema operacional TOPS-10.
A arquitetura do PDP-10 é quase idêntica à do anterior PDP-6, compartilhando o mesmo comprimento de palavra de 36 bits e com uma pequena extensão do conjunto de instruções. A principal diferença estava na implementação de hardware muito mais avançada. Alguns aspectos do conjunto de instruções são incomuns, em especial as instruções de byte, que operam sobre campos de bits de qualquer tamanho entre 1 e 36 bits, conforme a definição geral de byte como "uma sequência contígua de um número fixo de bits".
O PDP-10 estava presente em muitas universidades e laboratórios de pesquisa durante a década de 1970, destacando-se os da Universidade Harvard (Laboratório de Computação Aiken), o Laboratório de Inteligência Artificial do MIT e o Project MAC, ambos do Instituto de Tecnologia de Massachusetts, o SAIL da Universidade Stanford, a Computer Center Corporation (CCC), o ETH (ZIR), e a Universidade Carnegie Mellon. Seus principais sistemas operacionais, TOPS-10 e TENEX, foram utilizados na construção da primitiva ARPANET. Por essas razões, o PDP-10 tem lugar de destaque no folclore dos primeiros hackers.
Projetos para estender a linha PDP-10 foram ofuscados pelo sucesso do superminicomputador VAX, que era arquitetonicamente distinto, e o cancelamento oficial da linha PDP-10 foi anunciado em 1983. Segundo relatos, a DEC vendeu "cerca de 1500 DECsystem-10 até o final de 1980".